# Медисон (Флорида)
Медисон (енгл. Madison) град је у америчкој савезној држави Флорида. По попису становништва из 2010. у њему је живело 2.843 становника.

## Демографија
Према попису становништва из 2010. у граду је живело 2.843 становника, што је 218 (7,1%) становника мање него 2000. године.
| Група             | 2000.         | 2010.         |
| Белци             | 1.054 (34,4%) | 863 (30,4%)   |
| Афроамериканци    | 1.911 (62,4%) | 1.875 (66,0%) |
| Азијати           | 15 (0,5%)     | 19 (0,7%)     |
| Хиспаноамериканци | 66 (2,2%)     | 39 (1,4%)     |
| Укупно            | 3.061         | 2.843         |